# Moll
För andra betydelser, se Moll (olika betydelser).
Moll är en ett tonsläkte (en klass tonarter) och en variant inom det diatoniska systemet. Till skillnad från dur har den liten ters över grundtonen och ofta dito sext och septima (ren moll).
Ibland tolkas molltonarter inom musik som en framställning av negativa känslor, som sorg, vrede, smärta och längtan.
Ordet moll kommer från latinets mollis, mjuk. Detta syfter egentligen inte på karaktären hos mollstämd musik utan på den bokstav, b molle ("det mjuka b") som användes i tidig musiknotation för att beteckna den lilla tersen.
En molltreklang innehåller en grundton, en liten ters och en kvint.

## Exempel i C-moll
En C-molltreklang (Cm) består av tonerna C (ren prim), E♭ (liten ters) och G (ren kvint).

## Mollskalor
Exempel på olika sorters mollskalor:
- Ren mollskala
- Harmonisk mollskala
- Melodisk mollskala
- Pentatonisk mollskala